# World Badminton Grand Prix 1990
Der World Badminton Grand Prix 1990 war die 8. Auflage des World Badminton Grand Prix. Zum Abschluss der Serie fand ein Finale statt. Abgesagt wurden die China Open und die Hong Kong Open.

## Die Sieger
| Veranstaltung       | Herreneinzel           | Dameneinzel         | Herrendoppel                       | Damendoppel                           | Mixed                                |
| ------------------- | ---------------------- | ------------------- | ---------------------------------- | ------------------------------------- | ------------------------------------ |
| Chinese Taipei Open | Eddy Kurniawan         | Chun Sung-suk       | Mark Christiansen Michael Kjeldsen | Gillian Clark Gillian Gowers          | Thomas Lund Pernille Dupont          |
| Japan Open          | Morten Frost           | Huang Hua           | Park Joo-bong Kim Moon-soo         | Yao Fen Lai Caiqin                    | Park Joo-bong Chung Myung-hee        |
| Finnish Open        | Morten Frost           | Pernille Nedergaard | Imay Hendra Bagus Setiadi          | Maria Bengtsson Christine Magnusson   | Thomas Lund Pernille Dupont          |
| Swedish Open        | Liu Jun                | Huang Hua           | Li Yongbo Tian Bingyi              | Huang Hua Zhou Lei                    | Jan-Eric Antonsson Maria Bengtsson   |
| All England         | Zhao Jianhua           | Susi Susanti        | Park Joo-bong Kim Moon-soo         | Chung Myung-hee Hwang Hye-young       | Park Joo-bong Chung Myung-hee        |
| French Open         | Foo Kok Keong          | Hwang Hye-young     | Park Joo-bong Kim Moon-soo         | Chung Myung-hee Hwang Hye-young       | Kim Moon-soo Chung So-young          |
| Australia Open      | Ardy Wiranata          | Susi Susanti        | Jalani Sidek Razif Sidek           | Rhonda Cator Anna Lao                 | He Tim Anna Lao                      |
| Thailand Open       | Sompol Kukasemkij      | Huang Hua           | Park Joo-bong Kim Moon-soo         | Yao Fen Lai Caiqin                    | Park Joo-bong Chung Myung-hee        |
| Malaysia Open       | Rashid Sidek           | Huang Hua           | Park Joo-bong Kim Moon-soo         | Chung Myung-hee Chung So-young        | Park Joo-bong Chung Myung-hee        |
| Indonesia Open      | Ardy Wiranata          | Lee Young-suk       | Razif Sidek Jalani Sidek           | Chung Myung-hee Hwang Hye-young       | Rudy Gunawan Rosiana Tendean         |
| Singapur Open       | Foo Kok Keong          | Tang Jiuhong        | Eddy Hartono Rudy Gunawan          | Gillian Clark Gillian Gowers          | Jan-Eric Antonsson Maria Bengtsson   |
| Dutch Open          | Hermawan Susanto       | Minarti Timur       | Jon Holst-Christensen Thomas Lund  | Lisbet Stuer-Lauridsen Nettie Nielsen | Pär-Gunnar Jönsson Maria Bengtsson   |
| German Open         | Fung Permadi           | Pernille Nedergaard | Ong Ewe Chye Rahman Sidek          | Dorte Kjær Lotte Olsen                | Pär-Gunnar Jönsson Maria Bengtsson   |
| Denmark Open        | Poul-Erik Høyer Larsen | Tang Jiuhong        | Li Yongbo Tian Bingyi              | Lotte Olsen Dorte Kjær                | Thomas Lund Pernille Dupont          |
| Canadian Open       | Fung Permadi           | Vlada Chernyavskaya | Ong Ewe Chye Rahman Sidek          | Denyse Julien Doris Piché             | Bryan Blanshard Denyse Julien        |
| US Open             | Fung Permadi           | Denyse Julien       | Ger Shin-ming Yang Shih-jeng       | Denyse Julien Doris Piché             | Tariq Wadood Traci Britton           |
| Scottish Open       | Ib Frederiksen         | Helen Troke         | Peter Axelsson Pär-Gunnar Jönsson  | Catrine Bengtsson Maria Bengtsson     | Jon Holst-Christensen Grete Mogensen |
| Grand Prix Finale   | Eddy Kurniawan         | Susi Susanti        | Eddy Hartono Rudy Gunawan          | Rosiana Tendean Erma Sulistianingsih  | Thomas Lund Pernille Dupont          |